# Mediació familiar
La mediació familiar és un procés de resolució pacífica de conflictes i problemes dins de l'àmbit familiar amb l'ajuda d'un mediador/a com a part neutral. Els problemes tractats poden ser divorcis, separacions, custòdies i herències, entre d'altres.
Aquest tipus de mediació serveix per arribar a un bon acord, encara que aquest no sempre ha de ser just des del punt de vista jurídic. Normalment, l'acord arribat té una durabilitat temporal, ja que ha estat proposat per les parts implicades.

## Objectius
L'objectiu general de la mediació familiar és trobar solucions creatives als problemes i arribar a un acord consensuat entre les parts.
Els objectius per les persones enfrontades són:
- Facilitar una nova relació
- Augmentar el respecte i la confiança
- Facilitar una bona comunicació
- Participació voluntària

Els objectius del mediador/a són:
- Ser imparcial i neutral
- Utilitzar les tècniques adequades per negociar
- Equilibrar el poder entre les dues parts

## Àmbit d'aplicació
És molt important saber si les parts enfrontades tenen fills, perquè si és el cas, abans d'aplicar una negociació o solució, el mediador/a haurà de prioritzar a l'infant i els seus drets per damunt de les persones adultes.
Casos per aplicar la mediació familiar:
- Ruptura del matrimoni, separació, divorci, ruptura de parelles de fet, etc.
- Crisi de comunicació o disputes econòmiques entre els membres de la família.
- Discrepàncies intergeneracionals.
- Dificultats educatives amb adolescents.
- Conflictes en el sens de l'empresa familiar.
- Infants o persones adoptades o acollides que buscant els seus orígens i/o família biològica.

Però no en tots els països els àmbits d'aplicació són iguals.

## Procés de mediació
El procés de mediació està basat en el sentit comú i és totalment voluntari. L'objectiu és trobar la solució més beneficiosa per totes les parts implicades en el conflicte. Consta d'un interval mitjà d'entre sis i nou sessions, dependent el cas.
Aquest procés es divideix en dos períodes: la premediació i la negociació. La finalitat de la premediació és que el professional obtingui tota la informació necessària i les circumstàncies que, segons la interpretació de cada un, l'ha portat a la situació a la en que es troben. Aquesta consta de tres entrevistes com a màxim, les quals són confidencials.
La negociació tracta de buscar un acord consensuat entre les parts. Aquest procés sol passar per cinc fases importants:
Fase 1. Emmarcar la intervenció:
- Un dels requisits bàsics perquè es pugui donar la mediació familiar és que les parts implicades en el conflicte se senten a negociar. Un cop a la taula de negociacions cal informar-los adequadament de tot el que passarà: en què consisteix la mediació, el temps que durarà i com s'utilitzarà la informació que es generi. També han de conèixer el procediment i les conseqüències d'un procés judicial contenciós perquè puguin triar amb coneixement i llibertat el què els convé més.

Fase 2. Recollir i ordenar la informació:
- Les parts aporten una gran quantitat d'informació de forma desordenada, per tant el mediador/a haurà d'ajudar a seleccionar temes, donar-los la importància necessaria que tinguin cadascun i establir un ordre de tractament.

Fase 3. Concretar els problemes:
- Al llarg d'aquesta etapa el mediador/a ajudarà a les parts a identificar quins són els punts de disputa i els temes ja solucionats. De vegades pot ser molt útil permetre que expressin emocions que estan impedint posar-se a treballar. Les habilitats del mediador/a seran essencials en aquesta fase del treball, ja que la utilització del sentit de l'humor, la calidesa personal i l'empatia permeten superar aquesta fase i entrar de ple en l'elaboració d'acords.

Fase 4. Desenvolupar les opcions possibles:
- Segurament, les parts tenen pensades possibles opcions per solucionar el conflicte, però és el mediador/a, qui escolta i sintetitza els temes, el que pot fer que les parts considerin aquestes soluciones des d'una òptica diferent. Per tant, és important que sàpiguen que és possible arribar a noves solucions sempre que les parts se centrin en postures objectives i no personals.

Fase 5. "Estira-i-arronsa":
- La major part de les negociacions arriben a l'última fase, la qual busca la recerca dels interessos comuns i un acord basat en la satisfacció de les necessitats de les parts. Aquí doncs, finalitzarà el treball del mediador/a i es redactarà un document que servirà per tramitar l'acord.

## Contraindicació de la mediació
La mediació parteix d'una visió optimista de la situació, arribant fins i tot a creure que és la solució a tota classe de problemes.
Encara que s'ha de reconèixer que aquest tipus d'intervenció, com qualsevol altra, té les seves limitacions; principalment perquè treballa a partir de la lliure voluntat de les parts, però sempre que aquesta es trobi influenciada per alguna circumstància, la mediació estarà contraindicada.
Per una altra banda, la mediació familiar, no és aconsellable per a aquells casos en què:
- Algun membre no exerceix el control sobre la seva voluntat
- Situacions com l'alcoholisme, la toxicomania, la ludopatia, etc.

- En el cas de violència familiar, ja que en aquesta situació les decisions estaran condicionades inevitablement pel desequilibri de poder. Pot influir en els acords la por a l'altre, i això té com a conseqüència el risc per als membres de la unitat familiar i també incrementa la probabilitat d'incompliment de l'acord. Aquest és un factor important de contraindicació però depèn del cas que es tracti i avaluant la justificació detalladament de l'ús de la mediació familiar hi hauran excepcions on aquesta serà una solució acertada.[8]

## Avantatges i Desavantatges

### Avantatges
L'avantatge principal és evitar l'enfrontament entre els membres d'una mateixa família i/o impedir que aquest enfrontament continuï augmentant.
Altres avantatges són:
- Minimitzar als infants els problemes derivats per la separació o divorci, evitant que aquest sigui manipulat o culpabilitzat del problema familiar. És molt important que el menor se senti protegit per les dues parts.
- Disminuir de manera emocional i econòmica els processos pels quals ha de passar la família.
- Major llibertat per les dues parts enfrontades
- Augmentar la resolució de conflictes de manera pacífica.
- Per part dels advocats: configurar legalment un acord amb el jutge, evitar les continues actuacions judicials i disminuir l'incompliment de sentència i la seva resolució.

### Desavantatges
- El cost econòmic del procés.
- La insatisfacció si a l'hora de la pràctica l'acord no és útil.
- Que una de les parts enfrontades no compleixi amb l'acord.[3]

#### Cas de desavantatge
Un cas real de mediació familiar que no va ser satisfactòria va succeir a Itàlia. En l'article “Family Mediation in Child Custody Cases and the Concealment of Domestic Violencede”, es qüestiona el paper de la mediació familiar en la gestió de la custòdia de l'infant en casos de violència domèstica. A través d'entrevistes amb advocats, treballadors socials i dones maltractades, es va arribar a la conclusió que la violència domèstica s'havia amagat durant el procés de la mediació familiar. En el cas que va passar a Itàlia, els professionals involucrats no havien detectat la violència, i l'anul·laven com a conflicte, atribuint la culpa als dos membres de la parella. La conseqüència va ser que la dona i els infants eren culpables i havien utilitzat la victimització secundària, mentre que els autors continuaven amb els seu poder i control.
Finalment els resultats d'aquesta mediació familiar van revelar que els professionals no havien garantit la seguretat de la dones i els infants, no havien responsabilitzat als autors dels abusos i no havien donat suport a les víctimes.

## Aspectes per triar un mediador/a
En aquest procés existeix la figura del mediador/a, que serà l'encarregat que puguin negociar i arribar a un acord consensuat entre les parts enfrontades.
A l'hora de buscar un mediador/a familiar cal tenir en compte diferents aspectes, el mediador/a ha de tenir amplis coneixements sobre disciplines que provenen fonamentalment de l'àmbit del dret i de la psicologia, així com tindre característiques personals com la flexibilitat, la tolerància, el coneixement de si mateix, etc. Això li permetrà tindre les millors condicions per afrontar la seva funció.

## Història
La mediació familiar es desenvolupa en la majoria dels països anglosaxons a finals del segle XX: Estats Units, Canadà, Regne Unit, Austràlia i Nova Zelanda. A Iberoamericà, els països on més s'ha desenvolupat i normativitzat aquesta disciplina són Espanya, Xile i Argentina, però també hi ha experiències reconegudes per iniciativa privada en altres països com Mèxic, Colòmbia i el Brasil.
La britànica Lisa Parkinson, afirma que el primer servei europeu de mediació familiar té el seu origen a Anglaterra, més concretament a Bristol, quan encara no hi havien notícies de projectes similars als Estats Units.
Però, altres experts afirmen que la mediació familiar tal com es coneix apareix a finals dels anys 1960 en els Estats Units i el Canadà.
A Europa va ser una dècada després, concretament en 1973, quan es van obrir a Gran Bretanya els primers serveis de mediació familiar. A partir d'aquell moment la mediació es va implantar en diferents països europeus com França, Alemanya, Països Baixos i Noruega.

### Autora important
Lisa Parkinson és mediadora, formadora i consultora i vicepresidenta de l'associació de mediadors familiars a Anglaterra i Gal·les. Ha estat involucrada en el desenvolupament de la mediació familiar des de mitjans dels anys setanta.
Ha escrit un llibre de mediació familiar que pot servir tant per mediadors/es com per advocats de família, on l'objectiu de Lisa és compartir les seves esperances per millorar la forma en què les famílies passen el divorci i canviar la cultura legal d'aquesta. "Mediació familiar", que així es com s'anomena el llibre, ja va per la tercera edició i està traduït a diversos idiomes.
És Lisa qui explica com es va produir la mediació familiar al Regne Unit. El motiu va ser que les taxes de divorci van augmentar, i la investigació va revelar que hi havia diferents conflictes legals dels pares per motiu dels seus fills. Aquest procés va promoure un ambient conflictiu, per tant, van pensar que la mediació familiar era una bona alternativa.
En diverses entrevistes, ella defensa la importància de treballar amb un equip de mediació familiar, ja que pot tindre més beneficis que un sol mediador/a. Aquest benefici inclou el diàleg continu, el repertori més ampli d'experiències i un major estímul.
Lisa també descriu la seva preocupació per dos elements que ella creu essencials per entendre la pràctica de la mediació familiar, la no-menció als infants i l'abús domèstic en els estàndards de competència per un mediador/a.
Per acabar, critica la idea que als Estats Units els sistemes legals tracten els drets de família i la mediació familiar per separat, mentre que al Regne Unit hi ha un sistema legal i un conjunt d'estàndards per ambdós camps.

## Avenços en la mediació familiar
Un exemple dels avenços que ha tingut la mediació familiar al món es reflecteix en l'article que tracta la qualitat de la mediació familiar a Xile.
L'article anomenat The Quality of Family Mediation in Chile, va ser publicat per la Universitat Externado de Colombia i tracta de l'estat i els avenços que ha experimentat la qualitat de la mediació familiar a Xile.
En aquest país s'ha implementat nova metodologia que serveix per a la formació dels mediadors/es licitats, que són els encarregats de gestionar col·laborativament els conflictes jurídics en matèria de família.
A l'hora de dissenyar aquesta metodologia han utilitzat un tipus de recerca denominada desenvolupament experimental, que consisteix a aprofitar els coneixements obtinguts de la recerca i l'experiència pràctica per posar en marxa nous processos o sistemes de millorar als serveis ja existents.
Gràcies a aquest sistema s'ha produït un avenç en el procés de qualitat de la mediació familiar del nostre país, encara que és un sistema rellevant per a l'accés a la justícia en els drets de la família. A part de constituir un exemple en l'àmbit iberoamericà de l'ús d'un sistema estandarditzat i validat per la supervisió de la qualitat a l'hora de la mediació, aquest finalment es va acabar aplicant en tot el país.